# Giuseppe Pillon
Giuseppe Pillon, italijanski nogometaš in trener, 8. februar 1956, Preganziol, Italija.
Pillon je med drugimi treniral ekipe Trevisa, Genoe, Padove, Lumezzaneja, Pistoieseja, Ascolija, Barija in Carpi.